# Музично-драматичне товариство «Боян»
Музично-драматичне товариство «Боян» — москвофільське театрально-хорове товариство в Ужгороді, яке діяло в Закарпатті протягом 1920-1938 років. Видавнича та освітня діяльність товариства слугувала рупором поширення російських культурних надбань, пропагуючи ідеї спільності походження й культурної єдності Підкарпатської Русі з Росією.

## Історія
Музично-драматичне товариство «Боян» було створено за ініціативою православного священика Лева Тиблевича, москвофіла, емігрант з Росії чи Східної України, який став першим директором товариства, диригував хором та виступав як режисер драматичних вистав. 
Статут ужгородського музично-драматичного товариства «Боян» затверджений шкільним рефератом цивільного управління Підкарпатської Русі від 22 червня 1920 року. Відповідно до Статуту, членом товариства «можетъ быть каждое лицо русской народности» за умови сплати вступного та щомісячного внеску. Підставами для виключення зі складу товариства були ухиляння від сплати членських внесків протягом одного року або злочинні дії чи зміна «своего національного убежденія и действие во вред Общества». Діяльність ужгородського «Бояну» реалізувалась переважно у формі театральних вистав, святкових концертів на честь Т. Масарика, О. Пушкіна, І. Тургенєва, М. Римського-Корсакова, П. Чайковського, М. Іпполітова-Іванова та ін., проведення «Дней русской культуры», участі у богослужіннях і виступах на радіо.
Після смерті Лева Тиблевича директором музично-драматичного товариства «Боян» обрано Єлизавету Миколаївну Гошовську – дружину ужгородського окружного начальника, яка очолювала «Боян» аж до його закриття (1938 р.). До складу правління товариства увійшли: Л.А. Попович, Є.К. Араній, З.Ф. Гомічкова, Варфоломей Балецький (брат Еміля Балецького), Д.М. Сас. Функції режисера товариства виконували Л. Лутчев та в Н.К. Сисоєв – уродженець Харківської губернії, суддя, активний член «Общества имени А.Духновича». 
З 1927 року театральну секцію очолила артистка празької трупи Московського художнього театру Ольга Куфтіна-Полуектова. Хором «Бояну» керували А.А. Зарубін (1926-1933) і Петро Милославський (1933-1938). Жозефіна Задор, мати Дезидерія Задора, була активною учасницею хору.
Спочатку «Боян» виступав в Ужгороді та Мукачеві — містах компактного проживання російськомовного населення. Після призначення керівником хору Петра Милославського колектив почав гастролювати у Пряшів, Кошіце, Хуст, Берегово й околиці Ужгорода.
У репертуарі театральної секції товариства були вистави Лева та Олександра Толстих, Миколи Гоголя, Олександра Пушкіна, Антона Чехова, водевілі В. Крилова, а також казкові вистави для дітей. 
Репертуар хору товариства в основному складався з російських народних пісень. Так 20 квітня 1933 року виступ хору передбачав два відділення. Перше складалося з духовних композицій М.Кожина, О. Львова, Г. Ломакіна, О. Архангельського, М. Римського-Корсакова, П. Чеснокова. Друге відділення представлене російськими народними піснями «Горы вы мои», «Ай во поле липенька», «Лучина-лучинушка», «Пойдуль я, выйдуль я», «Разненастный день суббота», «Дубинушка», «Как за речкой, братцы», «По улице мостовой» в обробці О. Александрова, О. Гречанінова, В. Кібальчича, П. Чеснокова, П. Милославського.
Активна діяльність ужгородського «Бояну» тривала до 1938 року, після якого вона занепала.